# جبال البيضاء
سلسلة الجبال البيضاء (باللغة البشتوية: سپین غر)؛ أو (باللغة الدرية: سفيدكوه)؛ والاسم يعني باللغتين الجِبال البيضَاء. هي سلسلة جبال تمتد من جنوب سلسلة هندوكوش إلى شرق أفغانستان ثم إلى إقليم خيبر بختونخوا في باكستان، وتشكل حدودًا طبيعية بين المنطقتين. أعلى قمة في السلسلة هو جبل سيكارام على الحدود الأفغانية الباكستانية، حيث يبلغ ارتتفاعهُ حوالي 4,755 مترًا فوق مستوى سطح البحر ويكون بارزًا بين جميع التلال المحيطة به.

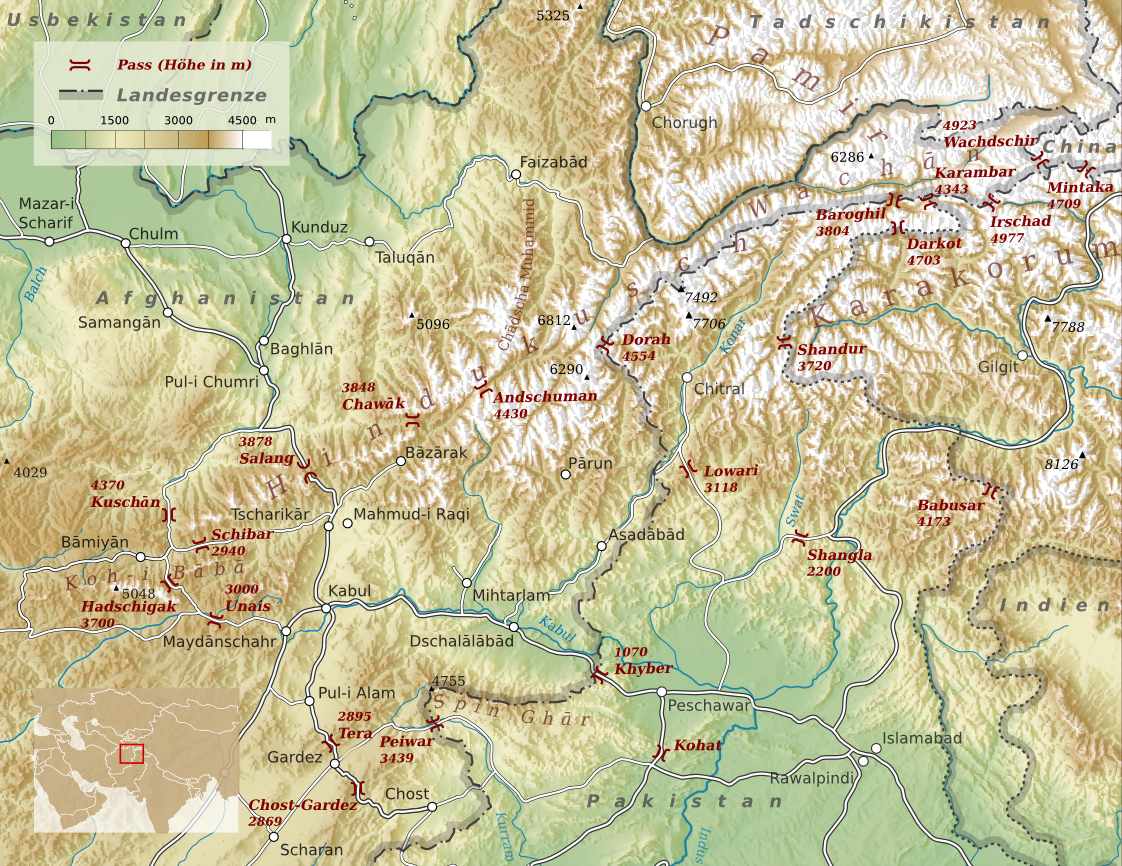
خريطة شمال شرق أفغانستان تظهر سلسة الجبال البيضاء بالأسفل

## جغرافيا
تمتد السلسلة الجبلية على نطاق واسع، من وادي بيشاور من ناحية الشرق إلى غرب وادي لوجار في أفغانستان أي حوالي 160 كيلومترًا. يقطع نهر كابول مجرى ضيقًا عبر سلسة جبال البيضاء ليصب شرق نهر السند.
أقرب الأماكن الحضرية إلى السلسة هي مدينة جلال أباد في الشمال، ومدينة غرديز إلى الغرب، أما مدينة خوست الأفغانية و باراتشينار في باكستان يكون موقع المدينتين جنوب السلسة.
يُطلق الاسم «جبال باروباميسوس» على الامتداد الجزئي للسلسلة ما بين مدينة هراة غرب أفغانستان ومدينة شغشران شرقًا.

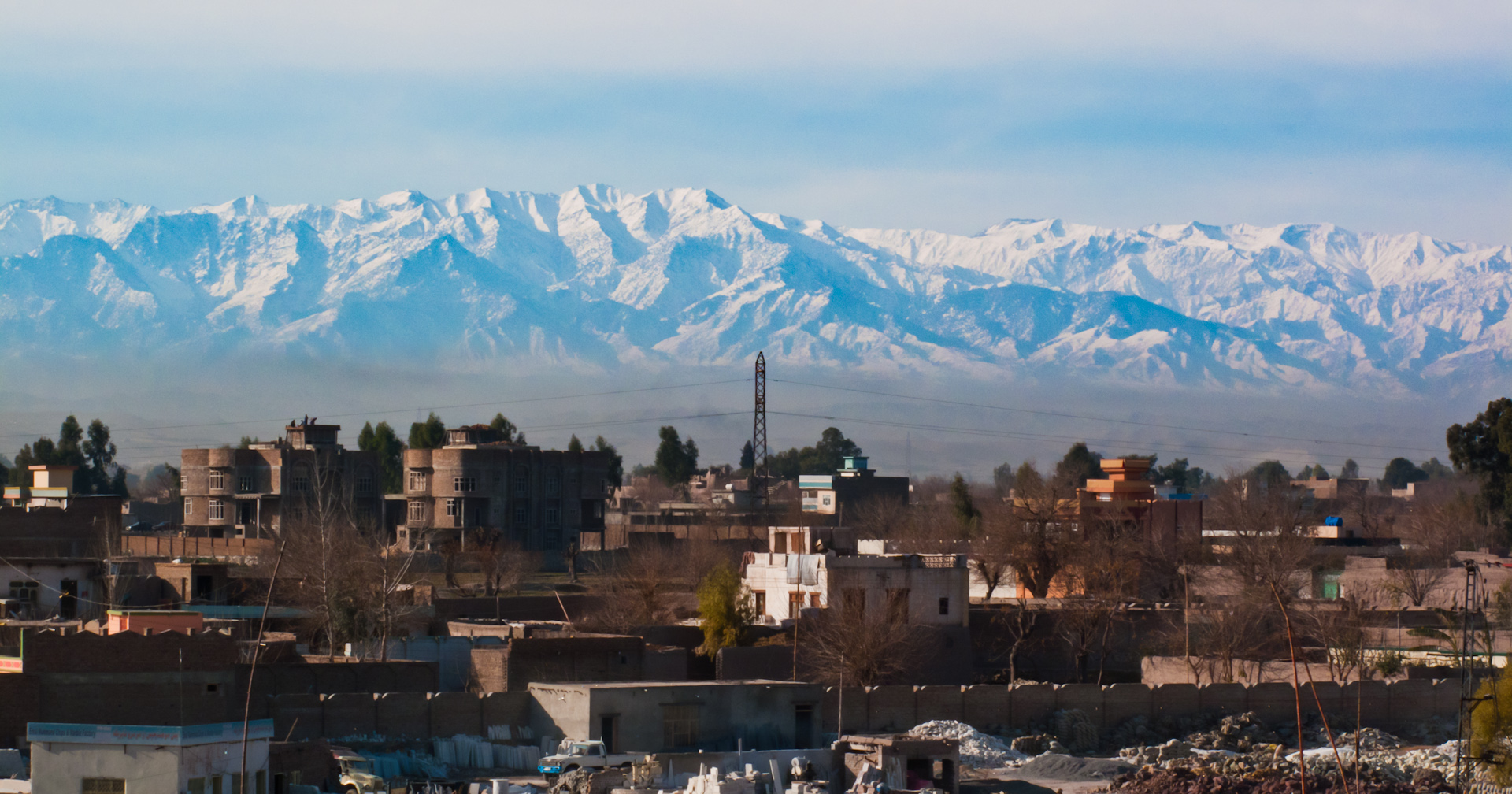
صُورة لسلسة الجبال البيضاء كما تُرى من مدينة جلال أباد، شرق أفغانستان.

## جيولوجيا
سلسلة جبال البيضاء هي جزء من الحافة الغربية التي تفصل شبه القارة الهندية عن الصفيحة الأوراسية.
تتكون قاعدة الجبال من صخور مختلفة ومتنوعة أبرزها صخر النايس والجرانيت مخلوط مع أنواع صخور أخرى مثل الغابرو، ميتافولكانيك، المافيك، الرخام ومغماتيت. تتفرع في القمم أنهار جليدية دائرية الشكل، بعضها مليء بالحصى.

## الحياة النباتية
تم إدراج مساحة 20,000 هكتار في جنوب غرب الجبال البيضاء كموطن مهم للطيور في أفغانستان وفي السلسلة الجبلية عدة مناطق تكون كموائل حيوية، وهي مساحة جغرافية في منطقة ذات ظروف بيئية متماثلة بحيث أنها توفر موطناً لتشكيلات معينة من الغطاء النباتي والمجموعات الحيوانية.

## وصلات خارجية
- Boundaries III. Boundaries of Afghanistan
- Afghanistan XIII. Forests and Forestry